# Peter Šperka
Peter Šperka (* 29. říjen 1955, Martin – † v noci z 22. června na 23. června 2013, Buner Nullah, Pákistán) byl slovenský výškový horolezec, skialpinista, tatranský horský vůdce, člen Horské záchranné služby.

## Lezení
Organizátor skialpinistických a záchranářských závodů. V roce 1996 byl vedoucím skialpinistické výpravy na Šiša Pangmu. Na vrchol vystoupil se Štefanem Slukou, který zahynul na sestupu. V následujícím roce vedl výpravu na Manaslu, z vrcholu se opět vrátil sám, zahynuli Juraj Kardhordó a Miroslav Rybanský. V roce 1998 na Broad Peak ho přepadly plicní problémy, sestoupit mu pomohl Martin Gablík. Peter Šperka zorganizoval v roce 2006 výpravu tatranských záchranářů znovu na Broad Peak (8047 m n. m.) a vystoupil na předvrchol Rocky Summit (8035 m n. m.) spolu s P. Kováčom. V roce 2007 vedl expedici na Gašerbrumy, dostali se do 7650 m n. m. Byl i vedoucím úspěšné výpravy na Cho Oju v roce 2009. Spolu s ním na vrchol vystoupil Milan Džugan a Anton Dobeš.

## Smrt
V červnu 2013 byl Šperka spolu s Antonem Dobešem součástí ukrajinsko-gruzínské expedice na Nanga Parbat (8125 m n. m.). Jejich stanový tábor u Buner Nullah (provincie Gilgit-Baltistan, Pákistán) byl v noci ze soboty 22. června na neděli 23. června napaden. O život při útoku přišlo deset horolezců ze šesti zemí a pákistánský průvodce.
K útoku se přihlásila hnutí Taliban a Jundulláh.